# Lyrics of a Day: or, Newspaper-Poetry
Lyrics of a Day: or, Newspaper-Poetry – tomik wierszy amerykańskiego historyka i poety Henry’ego Howarda Brownella, opublikowany anonimowo w 1864. Jako autor książki na stronie tytułowej wymieniony był "ochotnik w służbie Stanów Zjednoczonych" ("By a volunteer in the U.S. service"). Nazwisko autora podano dopiero na jej odwrocie. Utwory zebrane w tomiku opowiadają o wydarzeniach wojny secesyjnej. Jednym z nich jest wiersz The Battle of Charlestown.